# Passage Briare
Le passage Briare, du nom de l'ancien propriétaire, est un passage étroit (voie piétonne) du 9e arrondissement de Paris, en France.

## Situation et accès
Le passage Briare est situé dans le 9e arrondissement de Paris. Il débute au 7, rue Marguerite-de-Rochechouart et se termine au 24, rue de Maubeuge.

Autres vues
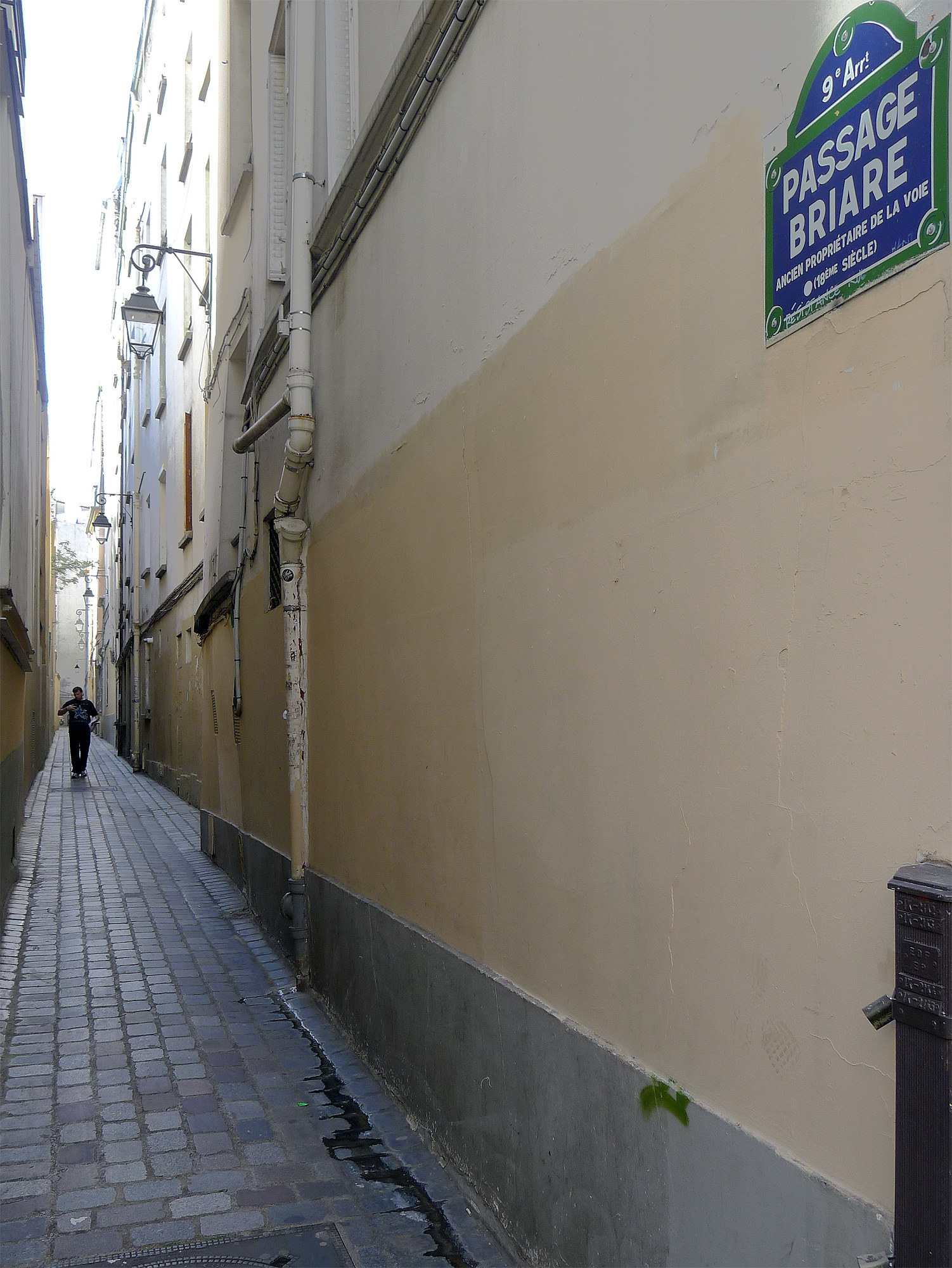
Entrée, côté rue Marguerite-de-Rochechouart.
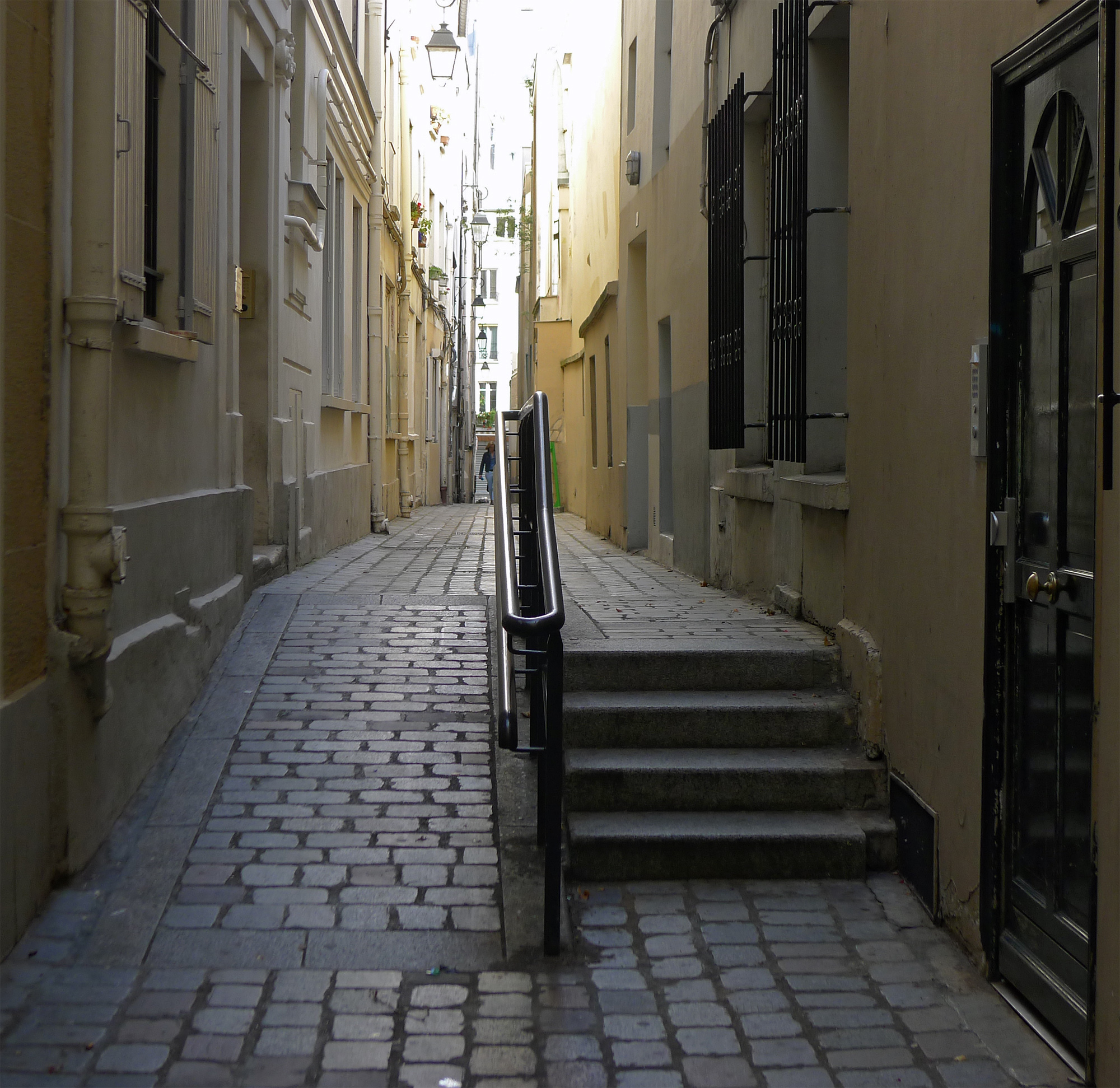
À l'intérieur du passage.
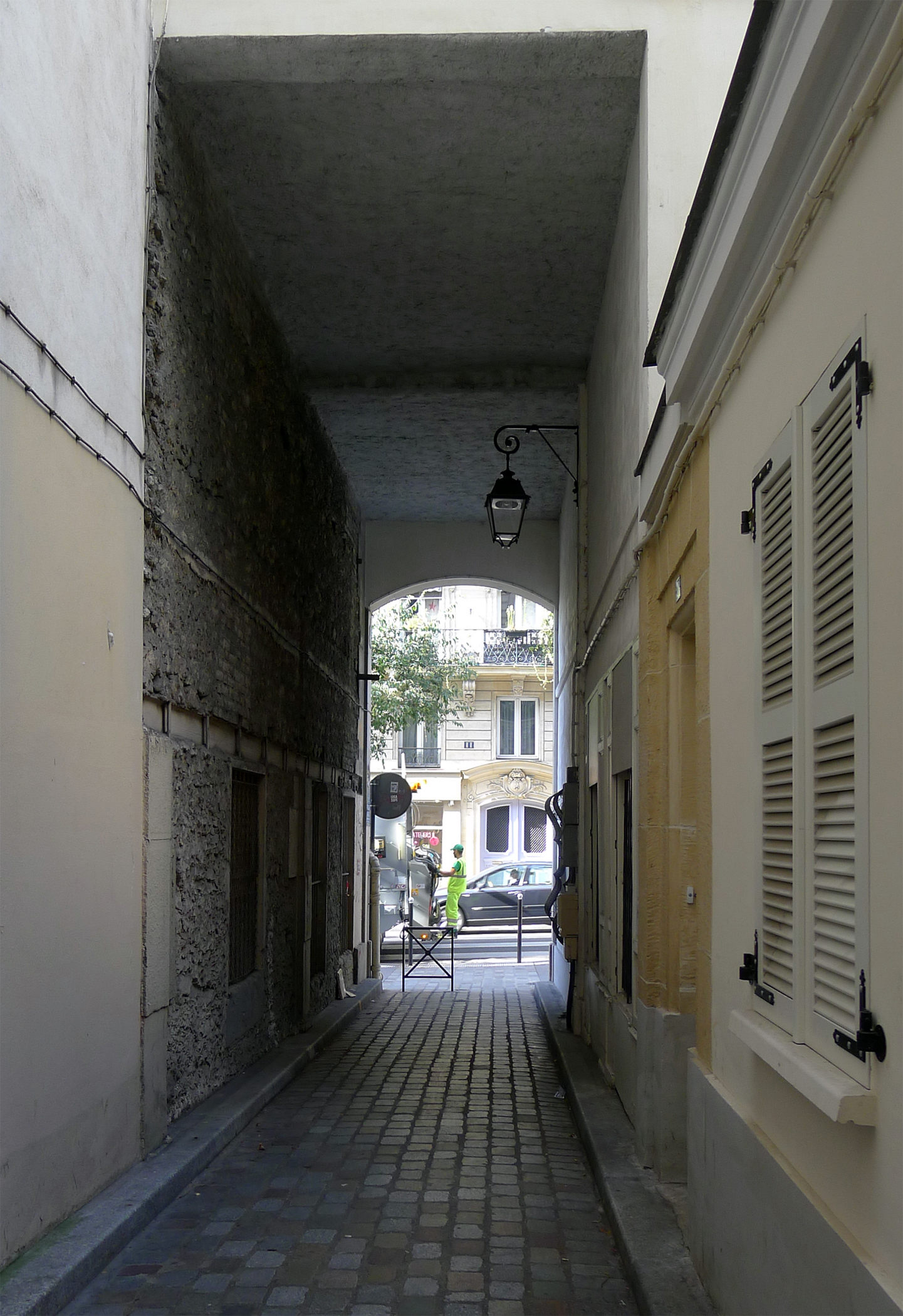
Sortie, côté rue de Maubeuge.

## Origine du nom
Ce passage doit son nom à M. Briare, propriétaire du terrain sur lequel il fut ouvert.

## Historique
La voie est formée, à la fin du XVIIIe siècle, sous le nom de « cul-de-sac Sifflet », avant de s’appeler « impasse Briare ». Elle s'étendait de la rue de Rochechouart à la rue Neuve-Coquenard. Sous la Révolution, elle est nommée « impasse Brutus ». L'ouverture de la rue de Maubeuge, en 1867, en a amputé une partie.

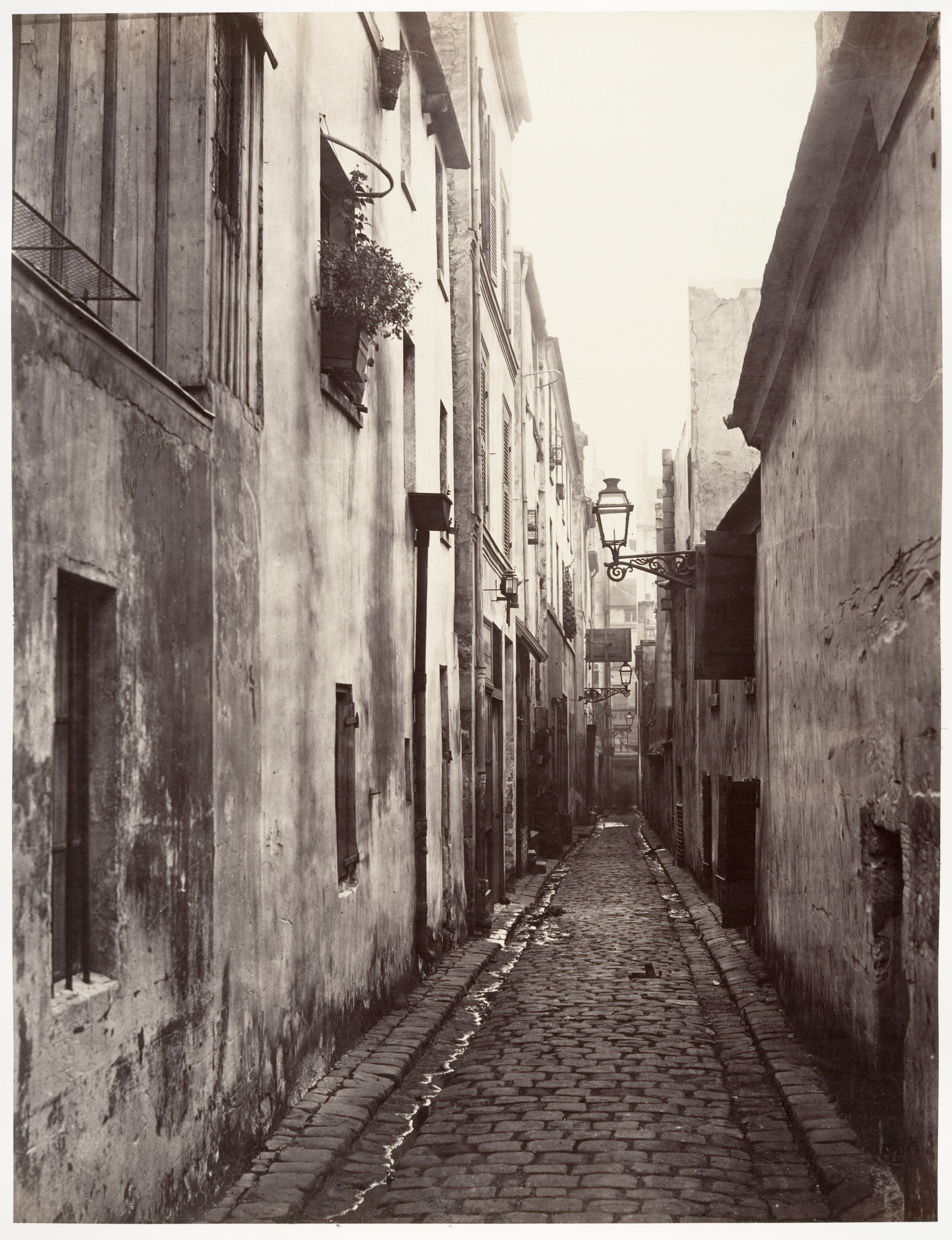
Impasse Briare dans les années 1860 (photographie de Charles Marville).
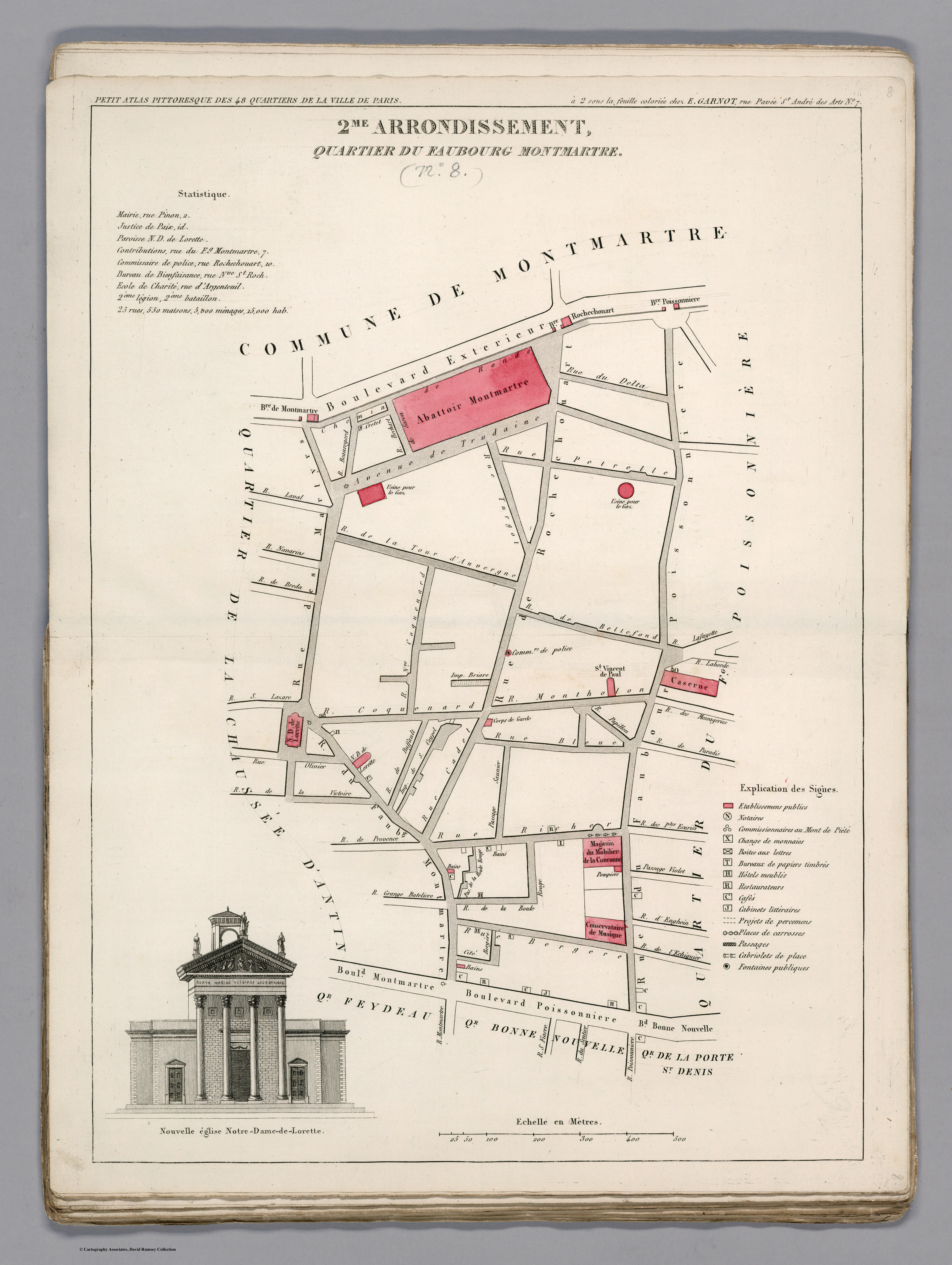
Plan du quartier du Faubourg Montmartre dans l'ancien 2e arrondissement en 1834.